# Julie Henderson
Julie Patrice Henderson (5 de marzo de 1986) es una modelo estadounidense conocida por sus apariciones en Sports Illustrated Swimsuit Issue. También ha realizado campañas para Benetton y Gant.

## Carrera
Julie fue descubierta a la edad de 13 años en una escuela de modelaje y actuación local en Texas. Tras su descubrimientos realizó sesión de fotos y campañas en su ciudad natal, y a loa 16 años ya había firmado con New York Model Management. Tras graduarse, se fue a a Francia para unirse a Ford Models, y luego se mudó a Nueva York y comenzó a aparecer en las páginas de Elle Girl y Teen Vogue. Mientras estaba en Nueva York, Henderson modeló en el programa de televisión Behind the Velvet Rope. En 2002, fue nombrada "Modelo más profesional del Año". Henderson comenzó ha realizar catálogos para Harper’s Bazaar. En 2007, hizo su primera aparición en Sports Illustrated Swimsuit Issue, reapareciendo en 2008, 2009, y 2010.
A principios de 2009, Henderson fue vista con el artista de hip hop Russell Simmons quien fue su acompañante en los Oscars.
Ha realizado anuncios para Pantene, Hardees y Benetton y en 2011 hizo de vaquera en un comercial de Jack In The Box.